# قطبين (نهم)

تعديل مصدري - تعديل

قطبين هي إحدى قرى عزلة مرهبة بمديرية نهم التابعة لمحافظة صنعاء، بلغ تعداد سكانها 1699 نسمة حسب تعداد اليمن لعام 2004.